# Semivogal
Uma semivogal é uma vogal assilábica ou uma consoante aproximante que se assemelha a uma vogal, que são utilizadas em conjunto com outras vogais na mesma sílaba, podendo formar ditongos e tritongos.
O termo semivogal normalmente é considerado como sinônimo de glide, pois ambos os termos se referem à qualidade de menor duração de um ditongo ou tritongo, porém o termo glide normalmente é usado para se referir à qualidade  de menor duração de uma vogal longa que muda de qualidade durante sua produção, como por exemplo na vogal inglesa ⟨a⟩ /eɪ̯/, enquanto que o termo semivogal normalmente é utilizado quando essa "qualidade de menor duração" trata-se de um fonema separado na mesma sílaba.
As semivogais também existem como fonemas separados no inglês e são vistas como consoantes, são o ⟨w⟩ como em wine, correspondendo à vogal /uː/, e ⟨y⟩ em yes, correspondendo à vogal /iː/. Foneticamente falando, wine é um tritongo, mas em nível fonológico trata-se de uma sequência de uma consoante no ataque da sílaba, seguida de uma vogal longa que muda de qualidade (gliding), e uma consoante nasal na coda. Estes dois tipos de ditongos podem gerar dúvidas, nenhum ditongo fonológico da língua inglesa começa com glide, mas o ditongo /juː/ representado pela letra ⟨u⟩ é às vezes contado junto com os ditongos fonológicos do idioma, mas o mesmo se comporta fonologicamente como sequência de consoante e vogal, pois além de ser um homofonema do pronome you, pode-se constatar seu caráter fonológico através do uso do artigo indefinido a que se torna an antes de vogal (e.g. an apple, an hour, a house, a universe).
Na língua portuguesa, existem duas semivogais:
A aproximante palatal (representada por /j/ no AFI) é formada quando o pré-dorso da língua aproxima-se do palato anterior, sem, no entanto, existir fricção de ar. Encontramos essa semivogal, por exemplo em:
- leite /ˈlej.ʧi/ (PB) /ˈlɐj.tɨ/ (PE)
- cai /ˈkaj/
- dói /ˈdɔj/
- foi /ˈfoj/
- cuidado /kuj.ˈda.du/

A aproximante labiovelar (representada por /w/ no AFI) é formada quando o pós-dorso da língua aproxima-se do palato posterior ao mesmo tempo que existe um arredondamento dos lábios, sem, no entanto, existir fricção de ar. Encontramos essa semivogal, por exemplo em:
- viu /ˈviw/
- meu /ˈmew/
- céu /ˈsɛw/
- mau /ˈmaw/
- água /ˈa. ɡw ɐ /

Parte da confusão que falantes da língua portuguesa têm para diferenciar semivogal de vogal deve-se à tênue diferença prevista nos critérios ou na combinação destes para diferenciá-las, muito embora amplos e distintos (lábios, palato, língua). A principal característica percebida durante a pronúncia isolada das vogais (a,e,o) e semivogais (i,u), está no movimento dos lábios que gradativamente vão se contraindo à medida que se avança a fala sequenciada das letras (a,e,i,o,u). Entre a pronúncia da primeira letra (vogal) "a" e a última (semivogal) "u", nessa série, os lábios passam da forma aberta à de um assobio.
Entretanto, é o fato de o grafema não ter simbologia própria, especialmente para fonemas semivocálicos "y" e "w", o principal causador de confusão porque faz uso de letras semivogais " i " e " u " para representá-lo. Apesar de acusticamente se aproximar de uma vogal, a semivogal funcional da fonologia aproxima-se de uma consoante. Não se deve confundir a letra, enquanto símbolo, com o fonema porque este é o som representado por aquela.